# Iglesia de Santa María de la Victoria (Praga)

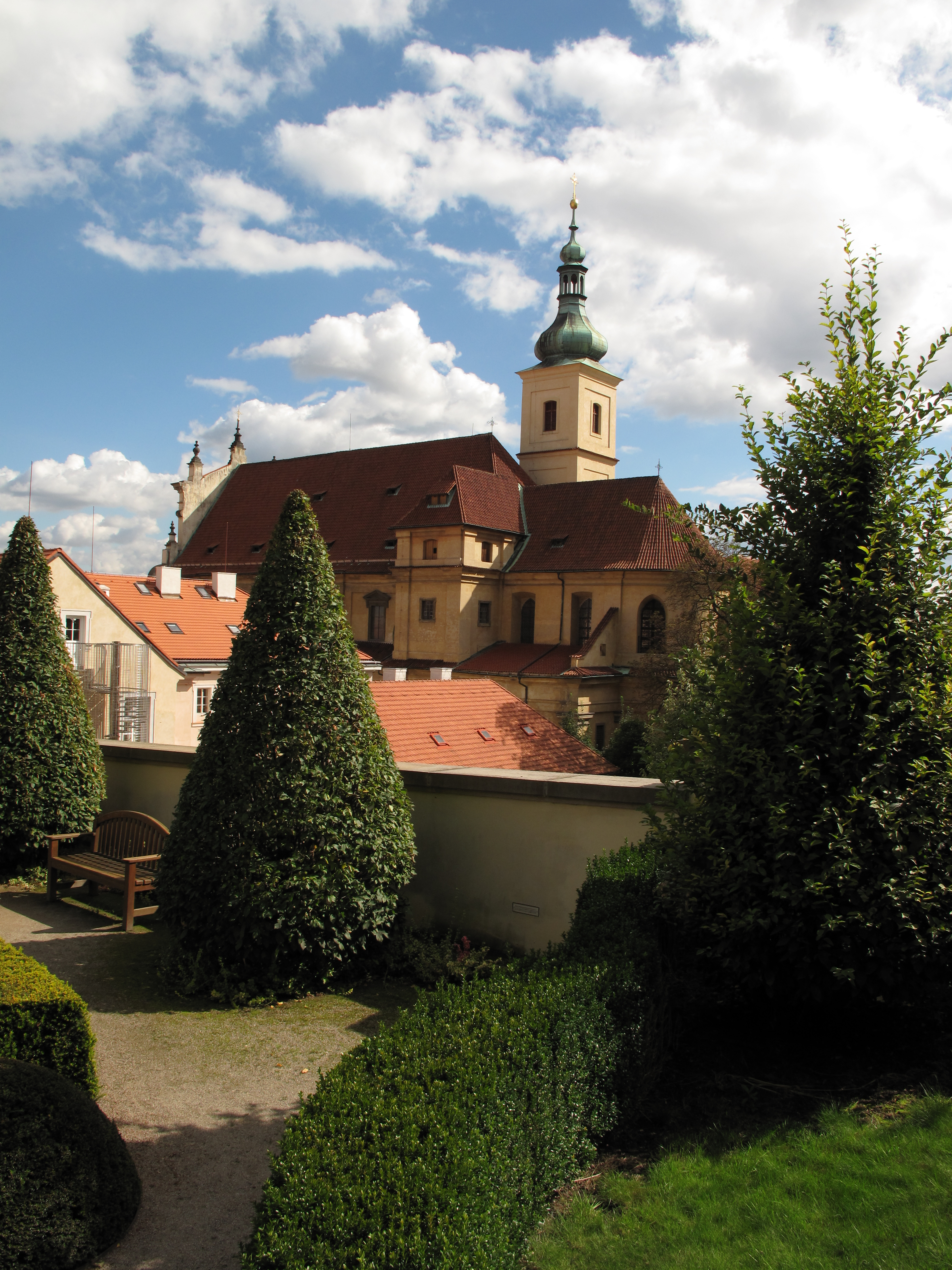
La Iglesia de Santa María de la Victoria, en Praga, casa del Niño Jesús de Praga.

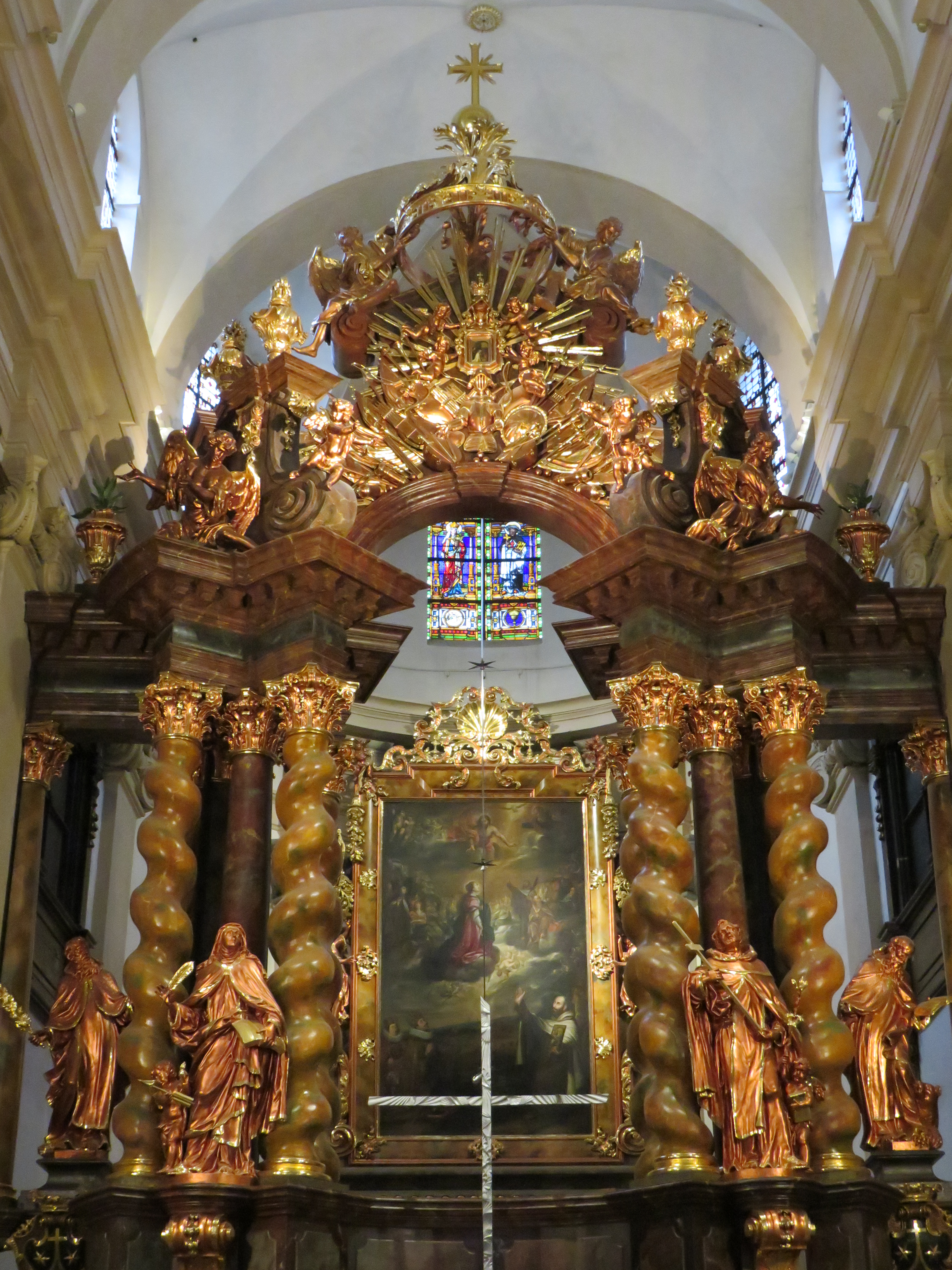
Presbiterio de la iglesia.

La Iglesia de Santa María de la Victoria (en checo, Kostel Panny Marie Vítězné), también llamada Santuario del Niño Jesús de Praga, es una iglesia en Malá Strana ("Barrio Pequeño") de Praga, en República Checa, gobernada y administrada por frailes Carmelitas Descalzos, conocida por ser el centro de peregrinación de la famosa estatua del Niño Jesús llamada el Niño Jesús de Praga. La estatua, una representación del siglo XVI del niño Jesús sosteniendo un globus cruciger, fue donada a los frailes Carmelitas en 1628 por la Princesa Polyxena de Lobkowicz.

## Historia
En 1584, se construyó en este lugar, una capilla dedicada a la Santísima Trinidad. Luego por la Carta de la Majestad de Rodolfo II, se construyó una iglesia más grande para los protestantes alemanes. Luego de la Batalla de White Mountain, el 8 de noviembre de 1620, la Contrarreforma marcó el retorno del catolicismo de Praga. La iglesia fue entrega a la dirección de los Carmelitas en septiembre de 1624. El retablo triunfalista de Nuestra Señora de la Victoria fue enviado desde Roma por el Papa Gregorio XV. Los carmelitas recibieron la orden de entregar la iglesia a José II, emperador del Sacro Imperio Romano, el 3 de junio de 1784.
El 26 de septiembre de 2009, el Papa Benedicto XVI consideró a la iglesia y al Niño Jesús como la primera estación en su Visita Apostólica en la República Checa. El Pontífice también donó una corona de oro, decorada con ocho conchas, perlas y piedras preciosas de granate al Niño Jesús de Praga, que la estatua lleva hoy.

## Niño Jesús de Praga ubicado en la iglesia

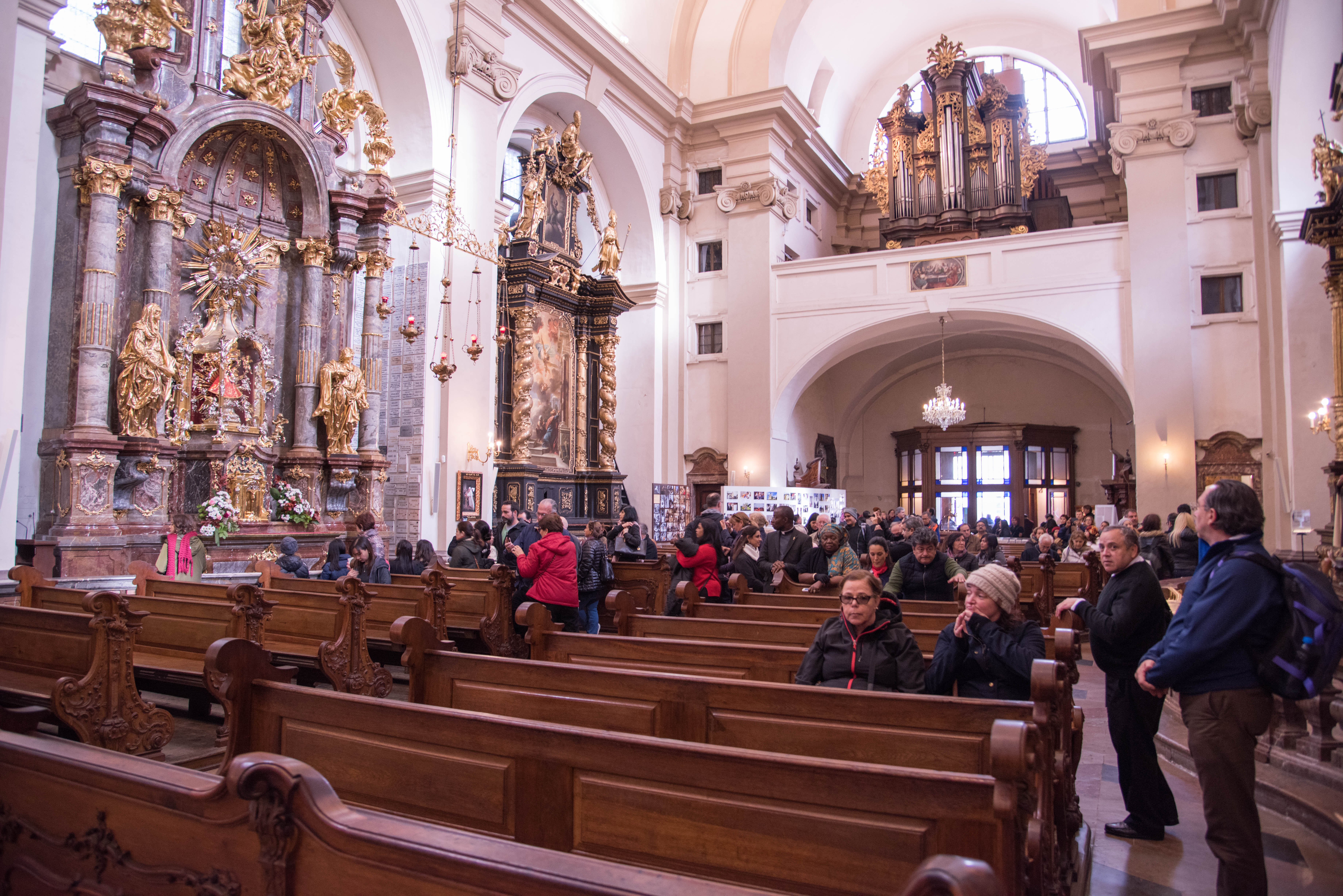
Peregrinos católicos delante del altar del Niño Jesús de Praga.

A petición del Arzobispo de Praga Miloslav Vlk, los Carmelitas Descalzos regresaron a la iglesia después de doscientos años de ausencia el 2 de julio de 1993. Las Hermanas Carmelitas del Niño Jesús ayudan a los Carmelitas con el cuidado de la estatua y la iglesia. La iglesia de peregrinación está bajo la administración parroquial de la Iglesia de Santo Tomás en Malá Strana.